# Yaransk
Yaransk (del ruso: Яранск) es una ciudad del óblast de Kírov, en Rusia, centro administrativo del raión homónimo. La ciudad está situada sobre el río Yaran, un afluente del río Pizhma (tributario del Viatka, y este a su vez del Kama), a 257 km al sudoeste de Kírov, la capital del óblast. Contaba con 19.690 habitantes en 2009

## Historia
Yaransk fue fundada en 1584 como una fortaleza rusa (ostrog) contra los mari sobre el río Yaran. Alrededor de la fortaleza se desarrolló un posad, un tipo de asentamiento semiurbano.. en 1780, obtuvo el estatus de ciudad, como centro de un uyezd.

## Demografía
| 1897   | 1926   | 1939   | 1959   | 1970   |
| ------ | ------ | ------ | ------ | ------ |
| 4 800  | 6 100  | 9 300  | 11 800 | 15 400 |
| 1979   | 1989   | 1996   | 2002   | 2007   |
| 17 700 | 20 466 | 21 400 | 19 723 | 19 700 |